# Циньяго
Циньяго, Циньяґо (італ. Zignago, ліг. Zignego) — муніципалітет в Італії, у регіоні Лігурія,  провінція Спеція.
Циньяго розташоване на відстані близько 350 км на північний захід від Рима, 70 км на схід від Генуї, 21 км на північ від Спеції.

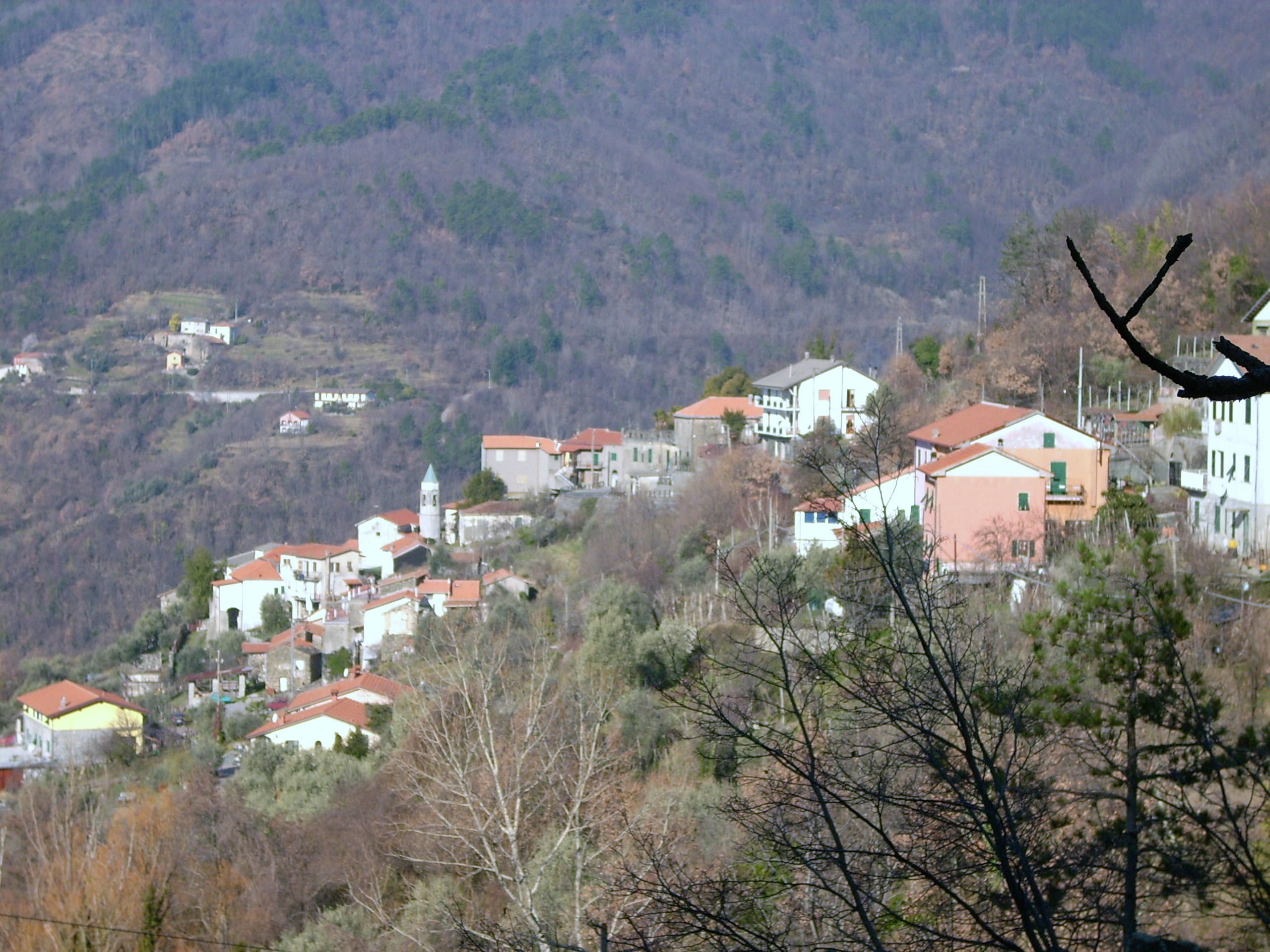

Населення — 533 особи (2014).

## Демографія
Населення за роками:

Станом на 1 січня 2023 року в муніципалітеті офіційно проживало 14 іноземців з 6 країн, серед них 6 громадян країн Євросоюзу та 2 громадяни України.

## Сусідні муніципалітети
- Бруньято
- Роккетта-ді-Вара
- Сеста-Годано
- Цері